# 艾哈迈德·马哈茂德·穆罕默德·纳齐夫

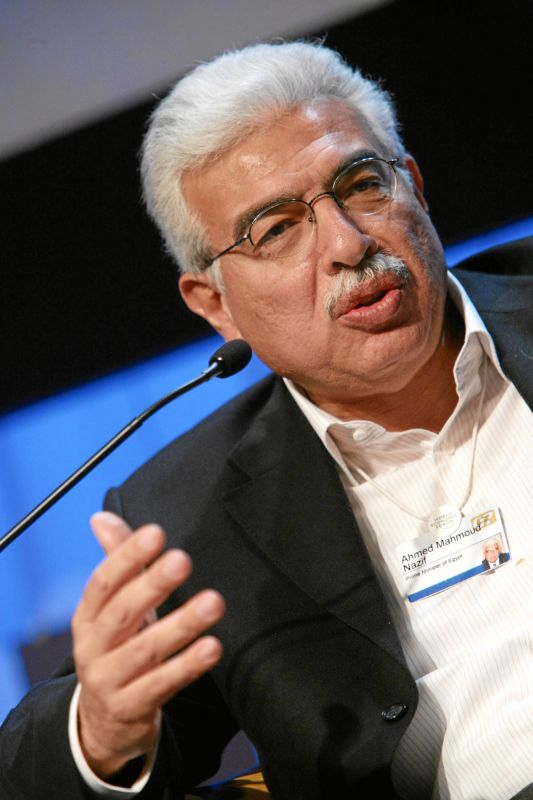
艾哈迈德·马哈茂德·穆罕默德·纳齐夫

艾哈迈德·马哈茂德·穆罕默德·纳齐夫博士（Dr. Ahmad Mahoud Muhammad Nazif，1952年—）是埃及官員，生于开罗。2004年7月14日至2011年1月29日期間任埃及总理。
納齊夫於2012年9月被開羅刑事法院以腐敗罪名判處入獄3年，另外罰款加上需交還款項合計約900萬埃及鎊。納齊夫不服，法院下令重審。他於2015年7月被改判入獄5年並加大罰款。納齊夫再提出上訴，2016年5月法院改判他無罪。